# Narodni parki Švedske
Švedske narodne parke upravlja Švedska agencija za varstvo okolja (EPA) (švedsko Naturvårdsverket) in so v lasti države. Cilj službe narodnih parkov je ustvariti sistem zavarovanih območij, ki predstavljajo vse različne naravne regije države. Leta 1909 je Švedska postala prva država v Evropi, ki je ustanovila takšne parke, ko jih je bilo po sprejetju zakona o narodnih parkih v Riksdagu istega leta odprtih devet. Temu je sledila ustanovitev sedmih parkov med letoma 1918 in 1962 ter trinajstih med letoma 1982 in 2009, zadnji pa je bil narodni park Åsnen leta 2018. Od leta 2020 je na Švedskem 30 narodnih parkov, ki obsegajo skupno površino 743.238 hektarjev.
Po mnenju EPA morajo švedski narodni parki predstavljati edinstvene tipe krajine ter biti učinkovito zaščiteni in uporabljeni za raziskave, rekreacijo in turizem, ne da bi pri tem škodovali naravi. Gorski teren prevladuje na približno 90 % skupne površine parkov. Razlog za to so obsežna gorska območja, ki jih zavzemajo veliki severni parki – narodni park Sarek in narodni park Padjelanta, ki pokrivata vsak približno 200.000 hektarjev. Številni severni parki so del laponskega območja, ki je zaradi ohranjene naravne krajine in habitata za avtohtono ljudstvo Sami, ki se ukvarja z rejo severnih jelenov, eno od švedskih območij svetovne dediščine UNESCO. Najjužnejši parki – narodni park Söderåsen, narodni park Dalby Söderskog in narodni park Stenshuvud – so pokriti s širokolistnim gozdom in skupaj pokrivajo približno 2000 ha. Narodni park Fulufjället je del PAN Parks, omrežja, ki ga je ustanovil Svetovni sklad za naravo (WWF) za boljše dolgoročno ohranjanje in upravljanje turizma v evropskih narodnih parkih.

## Narodni parki
| Ime                              | Lokacija                                                   | Površina   | Ustanovitev | Opis | Koordinate                                      |
| -------------------------------- | ---------------------------------------------------------- | ---------- | ----------- | --- | ----------------------------------------------- |
| Narodni park Abisko              | okrožje Norrbotten                                         | 7700 ha    | 1909        | Park sestavljajo doline, ki jih na jugu in zahodu obdajajo gorske verige, na severu pa največje skandinavsko alpsko jezero Torneträsk. | 68°19′00″N 18°41′00″E / 68.316667°N 18.683333°E |
| Narodni park Ängsö               | okrožje Stockholm                                          | 168 ha     | 1909        | Ängsö je otok v Stockholmskem arhipelagu. Park je znan po svoji »starodavni kmečki pokrajini v okolju arhipelaga, spomladanskem cvetju in raznolikem ptičjem življenju«.                                                                                   | 59°38′00″N 18°46′00″E / 59.633333°N 18.766667°E |
| Narodni park Åsnen               | okrožje Kronoberg                                          | 1873 ha    | 2018        | Jezerski arhipelag, pokrit s pragozdom. Bogato živalstvo in rastlinstvo, tako v vodnem kot kopenskem delu. | 56°38′N 14°40′E / 56.64°N 14.66°E               |
| Narodni park Björnlandet         | okrožje Västerbotten                                       | 1100 ha    | 1991        | Geografsko območje Björnlandeta odlikujeta obsežni pragozd in gorski teren s strmimi grapami in pečinami. V parku so vidne sledi več gozdnih požarov. | 63°58′00″N 18°01′00″E / 63.966667°N 18.016667°E |
| Narodni park Blå Jungfrun        | okrožje Kalmar                                             | 198 ha     | 1926        | Blå Jungfrun je otok v Baltskem morju, kjer na severu prevladujejo razpoke in kotanje, na jugu pa gozd. | 57°16′00″N 16°47′00″E / 57.266667°N 16.783333°E |
| Narodni park Dalby Söderskog     | okrožje Skåne                                              | 36 ha      | 1918        | Listopadni gozd, obdan s 56 metrov širokim zemeljskim nasipom, ki zavzema velik del parka. | 55°40′00″N 13°19′00″E / 55.666667°N 13.316667°E |
| Narodni park Djurö National Park | okrožje Västra Götaland                                    | 2400 ha    | 1991        | Narodni park Djurö sestavlja arhipelag s približno 30 otoki v največjem švedskem jezeru Vänern. | 58°51′00″N 13°28′00″E / 58.85°N 13.466667°E     |
| Narodni park Farnebofjärden      | okrožje Dalarna, Gävleborg, Uppsala in okrožje Västmanland | 10.100 ha  | 1998        | Skozi park teče reka Dalälven, neravna obala pa obdaja več kot 200 otokov in otočkov. | 60°11′00″N 16°46′00″E / 60.183333°N 16.766667°E |
| Narodni park Fulufjälle**        | okrožje Dalarna                                            | 38.500 ha  | 2002        | Park sestavljajo predvsem gole gorske višave in resave, ki so edinstvene v švedskih gorah. | 61°35′00″N 12°40′00″E / 61.583333°N 12.666667°E |
| Narodni park Garphyttan          | okrožje Orebro                                             | 111 ha     | 1909        | Narodni park Garphyttan sestavljajo travniki in listopadni gozdovi, ki jih je človek spremenil s kmetijstvom in gozdarstvom. | 59°10′01″N 14°31′48″E / 59.167°N 14.53°E        |
| Narodni park Gotska Sandön       | okrožje Gotland                                            | 4490 ha    | 1909        | Gotska Sandön je otok, sestavljen iz peska. Njegovo pokrajino zaznamujejo plaže, sipine in borovi gozdovi. | 58°22′00″N 19°15′00″E / 58.366667°N 19.25°E     |
| Narodni park Hamra               | okrožje Gavleborg                                          | 28 ha      | 1909        | Narodni park Hamra obsega dva nizka morenska griča, prekrita s pragozdom in velikimi skalnimi balvani. | 61°46′00″N 14°45′00″E / 61.766667°N 14.75°E     |
| Narodni park arhipelag Haparanda | okrožje Norrbotten                                         | 6000 ha    | 1995        | Park je v severnem delu Botniškega zaliva in je sestavljen iz nizkih otokov s širokimi peščenimi plažami. | 65°34′00″N 23°44′00″E / 65.566667°N 23.733333°E |
| Narodni park Kosterhavet         | okrožje Västra Götaland                                    | 38.878 ha  | 2009        | Narodni park Kosterhavet je prvi narodni morski park na Švedskem in je bil odprt septembra 2009. Obsega morje in obale okoli Kosterskih otokov, vendar brez samih otokov.                                                                                  | 58°51′N 11°01′E / 58.85°N 11.02°E               |
| Narodni park Muddus*             | okrožje Norrbotten                                         | 49.340 ha  | 1942        | Narodni park Muddus je dom globokih grap in pragozdov. V parku raste najstarejši švedski bor. | 66°54′00″N 20°10′00″E / 66.9°N 20.166667°E      |
| Narodni park Norra Kvill         | okrožje Kalmar                                             | 114 ha     | 1927        | Norra Kvill je starodavni gozd z visokimi borovci, starimi več kot 350 let. V parku so tri jezera: Stora Idegölen, Lilla Idegölen in Dalskärret. | 57°46′00″N 15°35′00″E / 57.766667°N 15.583333°E |
| Narodni park Padjelanta*         | okrožje Norrbotten                                         | 198.400 ha | 1962        | Park, ki na zahodu meji na Norveško, je sestavljen predvsem iz ravne in odprte pokrajine, ki obdaja jezeri Vastenjávrre in Virihávrre. | 67°22′00″N 16°48′00″E / 67.366667°N 16.8°E      |
| Narodni park Pieljekaise         | okrožje Norrbotten                                         | 15.340 ha  | 1909        | Narodni park Pieljekaise sestavljajo brezov gozd, gorski svet in več jezer. Park je poimenovan po gori Pieljekaise, znamenitosti območja. | 66°20′00″N 16°44′00″E / 66.333333°N 16.733333°E |
| Narodni park Sånfjället          | okrožje Jämtland                                           | 10.300 ha  | 1909        | Park je poimenovan po 1278 metrov visoki gori Sånfjället. Gorsko območje prepredajo tekoča jezera in gozdno območje. | 62°17′00″N 13°32′00″E / 62.283333°N 13.533333°E |
| Narodni park Sarek*              | okrožje Norrbotten                                         | 197.000 ha | 1909        | Park ima alpsko pokrajino z visokimi vrhovi in ozkimi dolinami. V parku je več kot 100 ledenikov, več gora pa je visokih več kot 2000 m. | 67°17′00″N 17°42′00″E / 67.283333°N 17.7°E      |
| Narodni park Skuleskogen*        | okrožje Västernorrland                                     | 2360 ha    | 1984        | Narodni park Skuleskogen sestavljajo starodavni gozd, visoke gore in morska obala. Gorski vrhovi so pokriti z borovim gozdom in ločeni z dolinami, ki jih tvorita morje in ledene plošče.                                                                  | 63°07′00″N 18°30′00″E / 63.116667°N 18.5°E      |
| Narodni park Söderåsen           | okrožje Skåne                                              | 1625 ha    | 2001        | Park ima posebej členjeno pokrajino z do 90 metrov globokimi grapami. Doline so prekrite s širokolistnim gozdom, večinoma bukovim. | 56°01′00″N 13°13′00″E / 56.016667°N 13.216667°E |
| Narodni park Stenshuvud          | okrožje Skåne                                              | 390 ha     | 1986        | Stenshuvud je hrib, ki se razprostira ob Baltskem morju. Ker je okoliška pokrajina relativno ravna, ga je mogoče videti z velike razdalje in so ga pomorščaki uporabljali kot pripomoček za navigacijo po morju. Večino območja pokriva širokolistni gozd. | 55°40′00″N 14°16′00″E / 55.666667°N 14.266667°E |
| Narodni park Stora Sjöfallet*    | okrožje Norrbotten                                         | 127.800 ha | 1909        | Severni deli parka ležijo v Skandinavskem gorovju, kjer so nekateri najvišji vrhovi Švedske. Nižji hribi v južnem delu parka so pokriti z gozdom. | 67°29′00″N 18°21′00″E / 67.483333°N 18.35°E     |
| Narodni park Store Mosse         | okrožje Jönköping                                          | 7850 ha    | 1989        | Narodni park Store Mosse je dom največjega barja na jugu Švedske. V parku se nahaja jezero Kävsjön, v katerem živi veliko vrst ptic. | 57°16′00″N 13°55′00″E / 57.266667°N 13.916667°E |
| Narodni park Tiveden             | okrožji Orebro in Västra Götaland                          | 1350 ha    | 1983        | Narodni park Tiveden je del velikega gozda Tiveden. Park je v najbolj nedostopnem delu gozda. Pokrajina je gorata in kamnita. | 58°43′00″N 14°36′00″E / 58.716667°N 14.6°E      |
| Narodni park Töfsingdalen        | okrožje Dalarna                                            | 1615 ha    | 1930        | Narodni park Töfsingdalen sestavljata dva gorska grebena, ločena z dolino, prekrito s polji in pragozdom. | 62°10′00″N 12°26′00″E / 62.166667°N 12.433333°E |
| Narodni park Tresticklan         | okrožje Västra Götaland                                    | 2897 ha    | 1996        | Ta park vsebuje pokrajino riftne doline in je eno redkih preostalih območij neokrnjenega gozda v južni Skandinaviji. | 59°02′00″N 11°45′00″E / 59.033333°N 11.75°E     |
| Narodni park Tyresta             | okrožje Stockholm                                          | 2000 ha    | 1993        | Tyresta je pokrajina soteske s kamnitimi pobočji. Park, poraščen z borovim gozdom, je eden največjih pragozdov na Švedskem. | 59°11′00″N 18°18′00″E / 59.183333°N 18.3°E      |
| Narodni park Vadvetjåkka         | okrožje Norrbotten                                         | 2630 ha    | 1920        | Narodni park Vadvetjåkka, ki je v gorski regiji severozahodno od jezera Torneträsk, je najsevernejši narodni park na Švedskem. Park je poimenovan po gori Vadvetjåkka, ki je znotraj parka.                                                                | 68°33′N 18°24′E / 68.55°N 18.4°E                |

## Prihodnji narodni parki
Leta 2008 je Švedska agencija za varstvo okolja po preiskavah in razgovorih s sodelujočimi okrožji pripravila načrt za ustanovitev 13 novih narodnih parkov v bližnji prihodnosti. V skladu z načrtom naj bi bilo sedem parkov ustanovljenih med letoma 2009 in 2013, prvi bo narodni park Kosterhavet, ki je bil odprt septembra 2009. Trenutno ni znano, kdaj bodo ustanovljeni preostali parki.
| Ime                              | Lokacija                    | Površina   | Ustanovitev |
| -------------------------------- | --------------------------- | ---------- | ----------- |
| Narodni park jezera Bästeträsk   | okrožje Gotland             | 5000 ha    | 2009–2013   |
| Narodni park Blaikfjället        | okrožje Västerbotten        | 40.000 ha  | 2009–2013   |
| Narodni park Kebnekaise          | okrožje Norrbotten          | 65.000 ha  | 2009–2013   |
| Narodni park Tavvavuoma          | okrožje Norrbotten          | 40.000 ha  | 2009–2013   |
| Vålådalen-Narodni park Sylarna   | okrožje Jämtland            | 230.000 ha | 2009–2013   |
| Narodni park Nämdöskärgården     | okrožje Stockholm           | 14.000 ha  | TBA         |
| Narodni park Koppången           | okrožje Dalarna             | 5000 ha    | TBA         |
| Narodni park Reivo               | okrožje Norrbotten          | 11.000 ha  | TBA         |
| Narodni park Rogen-Juttulslätten | okrožji Dalarna in Jämtland | 100.000 ha | TBA         |
| Narodni park Sankt Anna          | okrožje Östergötland        | 10.000 ha  | TBA         |
| Narodni park Vindelfjällen       | okrožje Västerbotten        | 550.000 ha | TBA         |